# Nikolaï Gnieditch
Nikolaj Ivanovič Gnedič est un poète russe né à Pultawa en 1784 et mort en 1833 à Saint-Pétersbourg. Il était conservateur de la Bibliothèque impériale, conseiller aulique, membre de l'Académie russe.

## Œuvres
Il a traduit l’Iliade en vers russes, 1831, 2 vol in-4. On lui doit aussi des traductions de l’Abufar de Ducis, du Roi Lear de Shakespeare, du Tancrède de Voltaire, et des chants populaires des Grecs.
Il a en outre composé des poésies originales, dont quelques-unes ont été traduites par Dupré de St-Maur, 1823.

## Source
Cet article comprend des extraits du Dictionnaire Bouillet. Il est possible de supprimer cette indication, si le texte reflète le savoir actuel sur ce thème, si les sources sont citées, s'il satisfait aux exigences linguistiques actuelles et s'il ne contient pas de propos qui vont à l'encontre des règles de neutralité de Wikipédia.